# Lee Teng-hui
Lee Teng-hui (en chino tradicional, 李登輝; en chino simplificado, 李登辉; pinyin, Lǐ Dēnghuī; n. Sanzhi, 15 de enero de 1923-Taipéi, 30 de julio de 2020) fue  un economista y político taiwanés que ejerció como presidente de la República de China entre 1988 y 2000.
Nacido en Sanzhi, un distrito del actual territorio Nuevo Taipéi, fue el primer presidente de Taiwán nacido en la isla y el último en nacer antes del statu quo actual (es decir, antes de la derrota del régimen nacionalista en la guerra civil y el establecimiento de la República Popular China en territorio continental). Ejerció varios cargos durante la administración de Chiang Ching-kuo, incluyendo el de Alcalde de Taipéi (1978-1981) y presidente del gobierno provincial de Taiwán (1981-1984) antes de ser elegido vicepresidente en 1984.

## Biografía
Lee nació en una comunidad rural cerca de Taipéi, cuando Taiwán estaba bajo control japonés.  Hizo sus estudios universitarios en economía agrícola en la Universidad Imperial de Kioto (Japón) y licenciado en la Universidad de Taiwán, y sus estudios de postgrados en la Universidad Estatal de Iowa (EE. UU) y en la Universidad Cornell (EE. UU), recibiendo en esta última el doctorado en economía agrícola. Después de enseñar en la Universidad de Taiwán (Taiwán) y de trabajar en comisiones gubernamentales como especialista en política agrícola, comenzó su carrera política en 1972, cuando fue nombrado ministro sin cartera.  Luego hizo de alcalde de Taipéi, de Gobernador provincial, y de vicepresidente de la república. Tras la muerte del presidente Chiang Ching-kuo en enero de 1988 asumió la presidencia y el presidente del Partido Nacionalista Chino "Kuomintang"(KMT, siglas en inglés), para la cual fue formalmente elegido por la Asamblea Nacional en 1990. 
Durante su mandato, a pesar de pertenecer al principal partido favorable a la reunificación eventual con el continente, Lee promovió el movimiento de identidad taiwanesa o "Taiwanización" y dirigió una ambiciosa política exterior para ganar aliados en todo el mundo. En el plano político, continuó profundizando el proceso de democratización encabezado por su predecesor. El 21 de mayo de 1991 derogó las Disposiciones Temporales contra la Rebelión Comunista (ley de estado de emergencia utilizada desde 1948 para reprimir la disidencia política) y convocó a elecciones legislativas libres. Fue reelegido indirectamente por el poder legislativo en 1990 para un mandato completo de seis años y, tras una reforma constitucional, se presentó para un último mandato de cuatro años en las primeras elecciones presidenciales directas en marzo de 1996, resultando arrolladoramente reelecto con el 54% de los votos en medio de amenazas militares por parte del régimen continental. Ha impulsado reformas políticas encaminadas a la democratización del país. Fue sucedido por el independentista Chen Shui-bian el 20 de mayo de 2000, en lo que fue la primera transición democrática entre dos presidentes de distintos partidos políticos en la historia de Taiwán.
Tras abandonar el cargo, Lee fue expulsado del Kuomintang por su papel en la fundación de la Unión de Solidaridad de Taiwán (TSU), una agrupación favorable a la declaración de un estado taiwanés separado del resto del continente, que forma parte de la Coalición Pan-Verde junto al Partido Progresista Democrático (DPP). Lee es considerado "líder espiritual" de la TSU y ha reclutado afiliados para el partido en el pasado, manteniendo una posición de abierto apoyo a la independencia total de la isla.

## Carrera y posiciones políticas
- Estudió en el Departamento de Economía Agrícola, Universidad Imperial de Kioto, Japón (1943-1946)
- Estudió en el Departamento de Economía Agrícola, Universidad de Taiwán (entre 1946 y 1949 fue Universidad Imperial de Taipéi), licenciado en Economía Agrícola en la Universidad de Taiwán (1948)
- Profesor de Economía Agrícola, Universidad de Taiwán (1949-1952)
- Estudió posgrado en la Universidad Estatal de Iowa (1952-1953), Máster en Economía agrícola de la Universidad Estatal de Iowa, EE. UU(1953)
- Especialista investigador, Banco cooperativo (1953-1954)
- Jefe de negociación, Director, Consejero de Economía agrícola, Consejo ministerial de desarrollo agrícola (1961-1972)
- Funcionario técnico, Jefe de negociación, Consejo provincial de agricultura (1954-1957)
- Profesor asociado de Economía agrícola, Universidad de Taiwán (1953-1965)
- Estudió un doctorado en la Universidad Cornell, EE. UU (1965-1968), Doctorado en Economía agrícola de la Universidad Cornell, EE. UU. (1968)
- Catedrático de Economía agrícola, Universidad de Taiwán (1968-)
- Ministro sin cartera (1972-1978)
- Alcalde de Taipéi (1978-1981)
- Gobernador provincial (1981-1984)
- Vicepresidente de la República de China (Taiwán) (1984-1988)
- Presidente de la República de China (Taiwán) (1988-2000)